# سیمون ون درمیر
سیمون واندرمیر (به هلندی: Simon van der Meer) ‏ (۲۴ نوامبر ۱۹۲۵–۴ مارس ۲۰۱۱) فیزیک‌دان هلندی است که در سال ۱۹۸۴ به همراه کارلو روبیا به خاطر سهم تعیین‌کننده اش در پروژه بزرگ که به کشف ذرات میدانی Wوz منجر شد جایزه نوبل فیزیک به او اهدا شد.